# Női 100 méteres mellúszás az 1974-es úszó-Európa-bajnokságon
Az 1974-es úszó-Európa-bajnokságon a női 100 méteres mellúszás selejtezőit augusztus 22-én, a döntőt 23-án rendezték. A versenyszámban 26-an indultak. A győztes az NSZK-beli Christel Justen lett. A magyar induló Kaczander Ágnes országos csúccsal a 3., Bánhegyi Mária a 13. helyen végzett. A verseny során Renate Vogel és Christel Justen is világcsúcsot úszott.

## Rekordok
|              | Név            | Nemzet | Idő     | Helyszín | Dátum               |
| ------------ | -------------- | ------ | ------- | -------- | ------------------- |
| Világcsúcs   | Catherine Carr | USA    | 1:13,58 | München  | 1972. szeptember 2. |
| Európa-csúcs | Renate Vogel   | NDK    | 1:13,74 | Belgrád  | 1973. szeptember 5. |

A versenyen új rekord született:
| Európa-bajnoki csúcs | selejtező | Christel Justen | NSZK | 1:14,22 | Bécs, Ausztria | augusztus 22. |
| világcsúcs           | selejtező | Renate Vogel    | NDK  | 1:12,91 | Bécs, Ausztria | augusztus 22. |
| világcsúcs           | döntő     | Christel Justen | NSZK | 1:12,55 | Bécs, Ausztria | augusztus 23. |

## Eredmények
A rövidítések jelentése a következő:
| - Q: továbbjutás időeredmény alapján - ECR: Európa-bajnoki rekord | - WR: világ rekord - ER: Európa-rekord | - NR: országos rekord |

### Selejtezők
| Helyezés | Futam | Név                 | Nemzet             | Idő     | Megj.  |
| -------- | ----- | ------------------- | ------------------ | ------- | ------ |
| 1        | 4     | Renate Vogel        | NDK                | 1:12,91 | Q, WR  |
| 2        | 2     | Christel Justen     | NSZK               | 1:14,22 | Q, ECR |
| 3        | 3     | Kaczander Ágnes     | Magyarország       | 1:15,12 | Q, NR  |
| 4        | 2     | Anne-Kathrin Schott | NDK                | 1:15,40 | Q      |
| 5        | 4     | Sandra Dickie       | Egyesült Királyság | 1:15,90 | Q      |
| 6        | 3     | Ljubov Ruszanova    | Szovjetunió        | 1:15,91 | Q      |
| 7        | 1     | Dagmar Rehak        | NSZK               | 1:16,03 | Q      |
| 8        | 4     | Jeanette Pettersson | Svédország         | 1:16,07 | Q      |
| 9        | 1     | Jara Fetyiszova     | Szovjetunió        | 1:16,18 |        |
| 10       | 2     | Wijda Mazereeuw     | Hollandia          | 1:16,76 |        |
| 11       | 2     | Britt-Marie Smedh   | Svédország         | 1:16,92 |        |
| 11       | 3     | Helen Burnham       | Egyesült Királyság | 1:16,92 |        |
| 13       | 1     | Bánhegyi Mária      | Magyarország       | 1:17,30 |        |
| 14       | 3     | Irena Fleissnerová  | Csehszlovákia      | 1:17,92 |        |
| 15       | 1     | Susanne Nielsson    | Dánia              | 1:18,04 |        |
| 16       | 4     | Corrie Gramme       | Hollandia          | 1:18,46 |        |
| 17       | 3     | Elin Knag           | Norvégia           | 1:18,78 |        |
| 18       | 4     | Nieves Panadell     | Spanyolország      | 1:19,41 |        |
| 19       | 4     | Anna Skolarczyk     | Lengyelország      | 1:19,50 |        |
| 20       | 2     | Béatrice Mottoulle  | Belgium            | 1:19,65 |        |
| 21       | 4     | Muriel Schmitt      | Franciaország      | 1:19,73 |        |
| 22       | 3     | Maj-Britt Nielsen   | Dánia              | 1:20,92 |        |
| 23       | 1     | Annemie De Boever   | Belgium            | 1:21,14 |        |
| 24       | 4     | Ulla Teppo          | Finnország         | 1:22,92 |        |
| 25       | 2     | Paola Morozzi       | Olaszország        | 1:23,50 |        |
| 26       | 3     | Maria Vlandosszi    | Görögország        | 1:23,53 |        |

### Döntő
| Helyezés | Név                 | Nemzet             | Idő     | Megj. |
| -------- | ------------------- | ------------------ | ------- | ----- |
|          | Christel Justen     | NSZK               | 1:12,55 | WR    |
|          | Renate Vogel        | NDK                | 1:13,69 |       |
|          | Kaczander Ágnes     | Magyarország       | 1:14,95 | NR    |
| 4        | Anne-Kathrin Schott | NDK                | 1:15,13 |       |
| 5        | Ljubov Ruszanova    | Szovjetunió        | 1:15,37 |       |
| 6        | Jeanette Pettersson | Svédország         | 1:15,57 |       |
| 7        | Dagmar Rehak        | NSZK               | 1:15,67 |       |
| 8        | Sandra Dickie       | Egyesült Királyság | 1:15,86 |       |